# Dorso (banda)
Dorso es una banda chilena de thrash metal. Entre sus influencias musicales destacan Gong, King Crimson, Genesis, Magma y Frank Zappa. Desde sus inicios la temática musical ha variado de un speed/thrash metal en los años 80 e incluyendo ritmos progresivos, grindcore, jazz y el uso de grabaciones provenientes de películas clásicas de terror. La temática de su música se inspiran en cuentos de Lovecraft y en el cine de terror, usando humor negro y alusiones a la brujería. Sus líricas son compuestas en idioma castellano, aunque es frecuente el uso de spanglish como recurso lírico.[cita requerida]

## Biografía

### Primeros años (1984-1988)
Los fundadores del grupo son Rodrigo "Pera" Cuadra, junto con los hermanos Mauricio y Marcelo Castillo (guitarra y batería), posteriormente se incorporaron Claudio Alfaro Vercellino (bajo) Gonzalo Lara (batería) y Bernardo Riquelme (percusión).
Desde sus comienzos, Rodrigo "Pera" Cuadra incorporó historias y leyendas de origen mitológico, sueños de horror cósmico, monstruos, cine bizarro, cine gore, la ciencia ficción de H. P. Lovecraft y Edgar Allan Poe, e influencias musicales como la banda de death metal Cannibal Corpse y el grupo de rock progresivo Genesis, dos de sus inspiraciones artísticas. Ya en esta época es posible encontrar canciones como "Zeus", donde estaba el salto del Rock Progresivo al Heavy metal, lo que más tarde se conoció como Metal progresivo.
En 1984 Dorso hacía sus primeras presentaciones en el gimnasio Manuel Plaza de la comuna de Ñuñoa, en Santiago. La banda se caracterizaba por aportar con elementos novedosos al show. Las máscaras que lucía Pera Cuadra sobre el escenario y uno que otro cover marcaban la pauta de los primeros repertorios. Siguieron presentándose en variados escenarios locales, con públicos y bandas habituales a veces muy distintas.
Cuadra manifestó su inquietud musical constante no solo por el género musical más extremo. Clásicos del rock progresivo como King Crimson, la época primaria de Génesis con Peter Gabriel, Rush y Yes eran referentes obligados de la banda.
Las canciones "Expelido del vientre", "Parajes de lo desconocido" y "Fantasías del bosque" representaron el primer intento musical del grupo, registradas en su primer demo de 1985 Parajes de lo Desconocido.
Dos años después, el demo Guerra de Criaturas (1987) fue registrado y distribuido independientemente por el trío integrado en ese tiempo por Rodrigo Cuadra (bajo y voz), Yamal Eltit (guitarra) y Jaime Palma (batería).

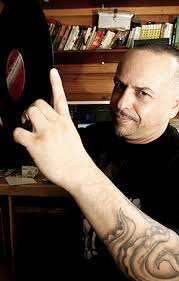
Rodrigo "Pera" Cuadra, fundador de Dorso.

### Época de Oro (1989-1995)
El primer disco oficial, "Bajo una luna cámbrica" (1989) incluye las canciones "Hidra" y " Cíclope" del demo Guerra de Criaturas y "Expelido del Vientre" del demo Parajes de lo Desconocido.
El segundo disco, Romance (1990) es considerado por muchos como uno de los mejores de la banda.

Romance fue en un momento de mucha pretensión, queríamos hacer algo largo, conceptual, aprovechamos que estábamos con BMG y ellos nos ponían un estudio sin restricciones, quisimos hacer ese disco sinfónico, pero también Metal, ahí hicimos "Romance"
Rodrigo "Pera" Cuadra

Hasta ese momento, Dorso funcionaba con Eltit en guitarras, Eduardo Topelberg en batería (en reemplazo de Jaime Palma), Cuadra en voz y Claudio Alfaro en bajo. Antes del comienzo de la grabación de "Romance" Alfaro dejó la banda y Cuadra se hizo cargo de la voz y el bajo con lo que la banda comenzó a funcionar como trío. Tras la edición de Romance surgieron más diferencias al interior de la banda. Esto originó el alejamiento de Eltit y Topelberg, lo que dejó el grupo en suspenso.
Contrariamente a los rumores de separación, el grupo sumó dos nuevos integrantes, Marcelo Naves, exbaterista de Nimrod y el guitarrista Álvaro Soms, con lo que se inició así la etapa más contemporánea del grupo. El resultado sería el disco más exitoso realizado por el trío. El Espanto Surge de la Tumba (1993) tuvo un éxito considerable, pues insiste en elementos del jazz y el rock progresivo, pero agrega el gore o cine macabro y el humor negro como nuevas temáticas.
El disco Big Monster Aventura (1995) representa cierta continuidad de su antecesor. El clip que da nombre al disco tuvo una destacada rotación en la cadena MTV [cita requerida] y temas como "Gran chango", "Transformed in cocodrile" y "Gracias, oh! seres de cochayuyo" se transformaron en clásicos de la agrupación.

### Dorso en la actualidad (1998-presente)
Con la nueva formación, se lanzó Disco Blood (1998), con temáticas de horror cósmico, y mucha influencia del cine de ciencia ficción y terror de las décadas de los 50 a los 70. Este álbum podría catalogarse dentro del Thrash/Groove Metal, y es uno de los de mayor calidad de la banda.[cita requerida]
En 2002 y 2005 el grupo editó los discos en vivo Lari la live! y Unplugged Cósmico, respectivamente, y tras una pausa creativa que también incluyó el regreso de Gamal Eltit en guitarra y el 2008 la incorporación de un nuevo baterista; Fran Muñoz. El grupo reanudó su discografía con un nuevo álbum Espacium (2008).
En 2012 se lanzó un nuevo trabajo titulado Recolecciones macabras del campo chileno, su prelanzamiento fue el 30 de septiembre de 2011. En esta producción, Dorso combina todo el espíritu místico del folclore nacional acústico y campestre con la potencia del doom, black y death metal, y además retratará las leyendas siniestras que abundan alrededor del campo por todo Chile. Se trata de un disco doble que además cuenta con una versión en vinilo. De este disco destaca la canción "Vacalaca" que cuenta con un videoclip, el cual tiene la particularidad de ser el primero de metal con una versión en “tres dimensiones” de América Latina.

## Miembros
Miembros actuales
- Rodrigo "Pera" Cuadra — voz, bajo, bajo overdrive, sintetizadores, teclados, percusión, guitarra acústica (desde 1984)
- Gamal Eltit — guitarra rítmica, guitarra principal, laúd, percusión, programación, coros (1984-1991, desde 2001)
- Álvaro Soms — guitarra principal (desde 1991)
- Sebastian Lifschitz — batería, percusión (desde 2023)

Antiguos miembros
Fran Muñoz - Batería, percusión (2023)
- Mauricio Castillo — guitarra principal (1984)
- Álvaro Cuadra — guitarra rítmica (1986)
- Claudio Alfaro — bajo (1990)
- Juan Francisco Cueto — bajo (1995)
- Marcelo Castillo — batería, percusión (1984)
- Gonzalo Lara — batería, percusión (1984)
- Jaime Palma — batería, percusión (1984-1989)
- Rafael Alfaro — batería, percusión (1989)
- Juan Coderch — batería, percusión (1989)
- Eduardo Topelberg — batería, percusión, coros (1989-1991)
- Marcelo Naves — batería, percusión (1991-2008)
- Bernardo Riquelme — percusión (1984)

## Discografía

### Demos
| Año  | Título                    | Discográfica  |
| ---- | ------------------------- | ------------- |
| 1985 | Parajes de lo Desconocido | Autoproducido |
| 1987 | Guerra de Criaturas       | Autoproducido |

### Álbumes de estudio
| Año  | Título                                   | Discográfica     |
| ---- | ---------------------------------------- | ---------------- |
| 1989 | Bajo una luna cámbrica                   | Autoproducido    |
| 1990 | Romance                                  | BMG              |
| 1993 | El Espanto Surge de la Tumba             | Inferno Records  |
| 1995 | Big Monster Aventura                     | Inferno Records  |
| 1998 | Disco Blood                              | Inferno Records  |
| 2008 | Espacium                                 | Dorsalia Records |
| 2012 | Recolecciones macabras del campo chileno | Dorsalia Records |
| 2019 | Gore & Roll                              | Dorsalia Records |

### Álbumes en vivo
| Año  | Título            | Discográfica     |
| ---- | ----------------- | ---------------- |
| 2002 | Lari la live!     | Manifesto        |
| 2005 | Unplugged Cósmico | Dorsalia Records |

### Participaciones
En compilados de varios artistas:
- Infierno rock (1987, CBS)
- Ángel negro: Banda sonora de la película (2000, Big Sur)
- Sangre eterna: Banda sonora de la película (2002, Warner Music)[nota 1]
- Azul y blanco: Banda sonora de la película (2004, edición independiente)
- El huésped: Banda sonora de la película (2005)[nota 1]